# 争胜镇
争胜镇，是中华人民共和国四川省绵阳市三台县曾经下辖的一个镇。2019年12月，撤销争胜镇，将其所属行政区域划归灵兴镇管辖。

## 行政区划
争胜镇撤销前下辖以下地区：
社区、争胜村、木鱼村、双汇村、花庙村、长青村、高桥村和青皮村。